# Culoptila jamapa
Culoptila jamapa là một loài Trichoptera trong họ Glossosomatidae. Loài này có ở Neotropisch và miền Tân bắc.